# 葚座科
葚座科为盘菌目的一科真菌。

## 下属分类
- 葚座属 Bertia
- Gaillardiella